# Brahuis

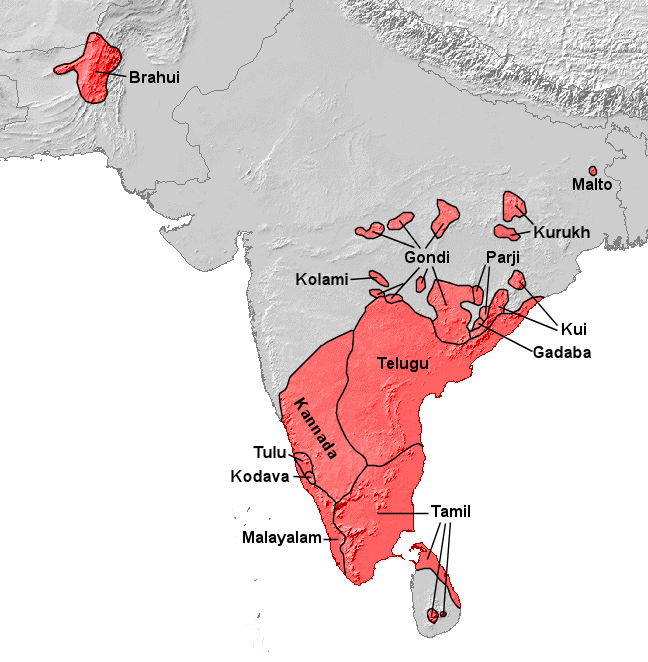
Localização dos brahuis, no sudeste da Ásia

Os brahuis (em brahui: براہوئی) constituem um grupo étnico dravidiano de cerca de 2,2 milhões de pessoas, majoritariamente concentradas no Sind e no Baluchistão - sobretudo no Paquistão e no Afeganistão, de onde são nativos - embora também se encontrem dispersas pelo Oriente Médio. Os brahuis são, na sua quase totalidade, muçulmanos sunitas.

## Idioma
A língua brahui inclui-se entre as línguas dravídicas setentrionais.